# 100

100(백)은 99보다 크고 101보다 작은 자연수다.

## 수학
- 가장 작은 세 자리 수다.
- 합성수로, 그 약수는 1, 2, 4, 5, 10, 20, 25, 50, 100이다. 진약수의 합은 117이므로, 100은 과잉수다.
- 10번째 제곱수(102)다. 앞의 제곱수는 81, 다음 제곱수는 121이다.
- 4번째 십팔각수다. 앞의 십팔각수는 51, 다음은 165다.
- 자릿수 제곱합이 제곱수인 23번째 자연수이자, 이 성질을 지닌 가장 작은 세 자리 수다. 이 성질을 지닌 앞의 수는 90, 다음 수는 122이다. (OEIS의 수열 A175396)
  - {\displaystyle 1^{2}+0^{2}+0^{2}=1+0+0=1=1^{2}}
- 백분율에서 100%는 1이고, 확률에서는 항상 일어나는 일이다.
- {\displaystyle 100=47+53}
  - 연속하는 두 소수(素數)의 합으로 나타낼 수 있으며, 이 성질을 지닌 앞의 수는 90, 다음 수는 112이다.
- {\displaystyle 100=2+3+5+7+11+13+17+19+23}
  - 처음 9개의 소수(素數)의 합으로, 연속하는 소수 9개의 합으로 나타낼 수 있는 가장 작은 수다. 이 성질을 지닌 다음 수는 127이다.
- {\displaystyle 100=6^{2}+8^{2}=36+64}
  - 연속하는 두 짝수의 제곱합으로 나타낼 수 있으며, 이 성질을 지닌 앞의 수는 52, 다음 수는 164다.
- {\displaystyle 100=1^{3}+2^{3}+3^{3}+4^{3}}
  - 연속하는 네 자연수의 세제곱합으로 나타낼 수 있는 가장 작은 수이며, 이 성질을 지닌 다음 수는 224다.
- {\displaystyle 100=100\times 001}
  - {\displaystyle abc\times cba}의 꼴로 나타낼 수 있는 수열의 100번째 수다. 이 수열의 앞의 수는 9801, 다음 수는 10201이다. (OEIS의 수열 A061205)

## 경제
- 여러 통화에서 100으로 나눈 하위 단위가 쓰인다.
  - 1원 = 1전
  - 1유로 = 100센트
  - 1달러 = 100센트
  - 1파운드 = 100펜스
  - 1스위스 프랑 = 100라페

## 과학·기술
- 페르뮴(Fm)의 원자번호.
- 100℃: 1기압에서 물의 끓는점을 섭씨로 나타낸 온도(= 212℉).
- NGC 100: 물고기자리 방향에 있는 나선은하.
- HTTP 100 (Continue→계속): 서버가 요청의 첫 번째 부분을 받았으며, 나머지를 기다리고 있음을 나타내는 HTTP 상태 코드.

## 교통

### 철도
- 수도권 전철 1호선 소요산역의 역번호.
- 부산 도시철도 1호선 동매역의 역번호.
- 광주 도시철도 1호선 녹동역의 역번호.

### 도로
- 고속도로
  - 대한민국 수도권제1순환고속도로의 노선 번호.
  - 아우토반 100호선: 독일의 고속도로.
- 기타 도로
  - 현도 제100호선

## 군사
- U-100: 독일의 군용 잠수함. 제1차 세계 대전에 사용된 1917년제 모델(영어판)과 제2차 세계 대전에 사용된 1940년제 모델(영어판)이 있다.

## 문화유산
- 대한민국의 국보 제100호: 개성 남계원지 칠층석탑
- 대한민국의 보물 제100호: 당진 안국사지 석조여래삼존입상
- 대한민국의 사적 제100호: 양산 법기리 요지

## 방송
- 스카이라이프와 지니 TV의 NBS 한국농업방송 채널 번호.
- B tv의 엔터TV 채널 번호.
- U+ TV의 SBS 골프 채널 번호.[1]
- B tv 케이블의 더M 채널 번호.
- KT HCN의 OCN 무비스 채널 번호.
- 《1 vs 100》: 네덜란드의 텔레비전 프로그램.
  - 《1 대 100》: KBS 2TV에서 방영된 대한민국의 텔레비전 프로그램.
- 《MBC 100분 토론》: MBC TV에서 방영되는 대한민국의 토론 프로그램.

## 시간
- 100초는 1분 40초이다.
- 100분은 1시간 40분이다. (6000초)
- 100시간은 4일 4시간이다. (6000분, 36만초)
- 100일은 2400시간이다. (14만4000분, 864만초)
- 100일은 31일로 나누면 3개월이다.

## 스포츠
- 육상 경기 종목 중 100m 달리기, 100m 허들이 있다. 100m 허들은 여자 전용 종목이다.
- 윌트 체임벌린은 1962년 3월 2일, NBA 기록인 한 경기 100점을 득점했다.

## 작품

### 게임
- 《버블보블》(1986)의 마지막 라운드는 100이다.
- 《쿠키런》 (2013)에 등장하는 가공의 마천루 ‘얼음파도의 탑’의 층수는 100층이다.
- 포켓몬스터 계열의 게임에서는 포켓몬의 최대 레벨이 레벨 100이다. 배틀타워 100연승을 하면 트레이너 카드의 별이 하나 늘어난다.

### 음악
- 《100》: 일본의 댄스 그룹 w-inds.의 13번째 정규 음반.
- 〈그녀를 만나는 곳 100m 전〉: 대한민국의 가수 이상우의 곡.
- 〈백세인생〉: 대한민국의 트로트 가수 이애란의 곡.
- 〈한국을 빛낸 100명의 위인들〉
- 타블로가 에픽하이의 6집 수록곡 ‘Supreme 100’에서 100마디 랩을 시도하였다. 비슷하게 4집에서도 타블로와 미쓰라 진이 '白夜'라는 곡에서 각자 54마디씩 랩을 하였다.

## 기타
- 1세기는 100년이다.
- 연도: 100년, 기원전 100년
- 100년대

한자 百(100)

- 대한민국의 100원짜리 동전은 이순신 장군이다.
- 그리스, 인도, 이스라엘의 경찰 전화번호.
- 영국에서 전화 교환원을 호출하는 전화번호.
- 대한민국에서 KT의 고객센터 전화번호.
- 한국십진분류법에서 철학에 관한 책들이 분류되는 번호.
- 나폴레옹의 백일천하.
- 대학수학능력시험 수학 영역의 시험 시간은 100분이다.
- 센텀역과 센텀시티, 센텀시티역에서 센텀은 라틴어로 100을 의미한다.

## 100번대의 다른 자연수

### 101~109
- 101 (백일, CI, 6516): 26번째 소수.
  - 6번째 회문 소수, 가장 작은 세 자리 소수.
  - 피타고라스 삼조의 빗변의 길이. ({\displaystyle 101^{2}=20^{2}+99^{2}})
- 102 (백이, CII, 6616) = 2×3×17
  - 6번째 쐐기수, 가장 작은 세 자리 쐐기수.
  - 제곱 인수가 없는 가장 작은 세 자리 과잉수.
- 103 (백삼, CIII, 6716): 27번째 소수.
- 104 (백사, CIV, 6816) = 23×13
- 105 (백오, CV, 6916) = 3×5×7
  - 7번째 쐐기수, 연속하는 세 소수의 곱.
  - 5번째 십이각수, 가장 작은 차이젤 수.
- 106 (백육, CVI, 6A16) = 2×53
  - 35번째 반소수, 가장 작은 세 자리 반소수.
  - 7번째 중심있는 오각수, 6번째 중심있는 칠각수.
- 107 (백칠, CVII, 6B16): 28번째 소수.
  - 8번째 안전 소수(↔ 53).
  - {\displaystyle 107=1^{2}+5^{2}+9^{2}}
- 108 (백팔, CVIII, 6C16) = 22×33
  - 2번째 아킬레스 수, 가장 작은 세 자리 아킬레스 수.
  - 11번째 테트라나치 수.
- 109 (백구, CIX, 6D16): 29번째 소수.
  - 10번째 슈퍼 소수, 9번째 중심있는 삼각수.
  - 피타고라스 삼조의 빗변의 길이. ({\displaystyle 109^{2}+60^{2}+91^{2}})

### 110~119
- 110 (백십, CX, 6E16) = 2×5×11
  - 8번째 쐐기수.
  - 연속하는 두 자연수(10, 11)의 곱, 연속하는 세 자연수(5, 6, 7)의 제곱합.
- 111 (백십일, CXI, 6F16) = 3×37
  - 회문수, 36번째 반소수, 6번째 구각수.
- 112 (백십이, CXII, 7016) = 24×7
  - 7번째 칠각수, 4번째 이십각수.
- 113 (백십삼, CXIII, 7116): 30번째 소수.
  - 11번째 소피 제르맹 소수(↔ 227), 7번째 프로트 소수({\displaystyle 7\times 2^{4}+1}).
  - 8번째 중심있는 사각수.
  - 피타고라스 삼조의 빗변의 길이. ({\displaystyle 113^{2}=15^{2}+112^{2}})
- 114 (백십사, CXIV, 7216) = 2×3×19
  - 9번째 쐐기수.
- 115 (백십오, CXV, 7316) = 5×23
  - 37번째 반소수, 5번째 십삼각수, 5번째 칠각뿔수.
- 116 (백십육, CXVI, 7416) = 22×29
  - 연속하는 세 짝수(4, 6, 8)의 제곱합.
  - 연속하는 두 개의 중심있는 삼각수(4, 10)의 제곱합.
- 117 (백십칠, CXVII, 7516) = 32×13
  - 9번째 오각수.
- 118 (백십팔, CXVIII, 7616) = 2×59
  - 38번째 반소수.
- 119 (백십구, CXIX, 7716) = 7×17
  - 39번째 반소수.

### 120~129
- 120 (백이십, CXX, 7816) = 23×3×5
  - 5! = 120
  - 10번째 고도 합성수, 12번째 펜타나치 수, 15번째 삼각수, 8번째 사면체수.
  - 6번째 불가촉수, 가장 작은 세 자리 불가촉 수.
  - 연속하는 두 짝수(10, 12)의 곱, 연속하는 세 자연수(4, 5, 6)의 곱.
- 121 (백이십일, CXXI, 7916) = 112
  - 회문수, 40번째 반소수.
- 122 (백이십이, CXXII, 7A16) = 2×61
  - 41번째 반소수.
  - 자릿수 제곱합이 제곱수인 24번째 자연수.
- 123 (백이십삼, CXXIII, 7B16) = 3×41
  - 42번째 반소수, 10번째 뤼카 수.
- 124 (백이십사, CXXIV, 7C16) = 22×31
  - 7번째 불가촉수, 4번째 이십면체수.
- 125 (백이십오, CXXV, 7D16) = 53
  - 13번째 헥사나치 수.
  - 피타고라스 삼조의 빗변의 길이. ({\displaystyle 125^{2}=44^{2}+117^{2}})
  - {\displaystyle 125={\frac {1}{8}}\times 10^{3}}
- 126 (백이십육, CXXVI, 7E16) = 2×32×7
  - 6번째 십각수, 6번째 오각뿔수, 6번째 오포체수.
  - 연속하는 두 칠각수(7, 18)의 곱, 4부터 7까지 연속하는 네 자연수의 제곱합.
  - {\displaystyle 126=3^{2}+6^{2}+9^{2}}
- 127 (백이십칠, CXXVII, 7F16): 31번째 소수.
  - 11번째 슈퍼 소수, 14번째 헵타나치 수, 7번째 모츠킨 수, 7번째 중심있는 육각수.
- 128 (백이십팔, CXXVIII, 8016) = 27
- 129 (백이십구, CXXIX, 8116) = 3×43
  - 43번째 반소수.

### 130~139
- 130 (백삼십, CXXX, 8216) = 2×5×13
  - 10번째 쐐기수, 9번째 케이크 수.
  - 연속하는 두 홀수(7, 9)의 제곱합.
- 131 (백삼십일, CXXXI, 8316): 32번째 소수.
  - 12번째 소피 제르맹 소수(↔ 263), 7번째 회문 소수.
- 132 (백삼십이, CXXXII, 8416) = 22×3×11
  - 6번째 카탈랑 수.
  - 연속하는 두 자연수(11, 12)의 곱.
- 133 (백삼십삼, CXXXIII, 8516) = 7×19
  - 44번째 반소수, 7번째 팔각수.
- 134 (백삼십사, CXXXIV, 8616) = 2×67
  - 45번째 반소수.
- 135 (백삼십오, CXXXV, 8716) = 33×5
  - 5번째 십오각수.
  - 각 자릿수(1, 3, 5)의 순차적 거듭제곱의 합, 3부터 7까지 연속하는 자연수 5개의 제곱합.
- 136 (백삼십육, CXXXVI, 8816) = 23×17
  - 16번째 삼각수, 4번째 이십사각수, 10번째 중심있는 삼각수.
- 137 (백삼십칠, CXXXVII, 8916): 33번째 소수.
  - 피타고라스 삼조의 빗변의 길이. ({\displaystyle 137^{2}=88^{2}+105^{2}})
- 138 (백삼십팔, CXXXVIII, 8A16) = 2×3×23
  - 11번째 쐐기수.
- 139 (백삼십구, CXXXIX, 8B16) = 34번째 소수.
  - 2부터 7까지 연속하는 자연수 6개의 제곱합.

### 140~149
- 140 (백사십, CXL, 8C16) = 22×5×7
  - 7번째 사각뿔수.
  - {\displaystyle 140=2^{2}+6^{2}+10^{2}}
- 141 (백사십일, CXLI, 8D16) = 3×47
  - 회문수, 46번째 반소수, 6번째 십일각수, 8번째 중심있는 오각수.
- 142 (백사십이, CXLII, 8E16) = 2×71
  - 47번째 반소수, 4번째 이십오각수.
- 143 (백사십삼, CXLIII, 8F16) = 11×13
  - 48번째 반소수.
- 144 (백사십사, CXLIV, 9016) = 24×32
- 145 (백사십오, CXLV, 9116) = 5×29
  - 49번째 반소수, 10번째 오각수, 5번째 십육각수, 9번째 중심있는 사각수.
  - 피타고라스 삼조의 빗변의 길이. ({\displaystyle 145^{2}=17^{2}+144^{2}=24^{2}+143^{2}})
  - 연속하는 세 삼각수(3, 6, 10)의 제곱합.
- 146 (백사십육, CXLVI, 9216) = 2×73
  - 50번째 반소수, 서로 다른 두 소수(5, 11)의 제곱합으로 나타낼 수 있는 4번째 반소수.
  - 가장 작은 섹시 소수쌍(5, 11)의 제곱합.
  - 8번째 불가촉수, 6번째 팔면체수.
- 147 (백사십칠, CXLVII, 9316) = 3×72
- 148 (백사십팔, CXLVIII, 9416) = 22×37
  - 8번째 칠각수, 7번째 중심있는 칠각수.
  - 자릿수 제곱합이 제곱수인 25번째 자연수.
- 149 (백사십구, CXLIX, 9516): 35번째 소수.
  - 11번째 트리보나치 수.
  - 피타고라스 삼조의 빗변의 길이. ({\displaystyle 149^{2}=51^{2}+140^{2}})
  - 연속하는 세 자연수(6, 7, 8)의 제곱합.
  - 축구 역사상 최다 득점차가 나온 경기의 득점차는 149골이다.

### 150~159
- 150 (백오십, CL, 9616) = 2×3×52
  - 연속하는 두 삼각수(10, 15)의 곱.
- 151 (백오십일, CLI, 9716): 36번째 소수.
  - 8번째 회문 소수.
- 152 (백오십이, CLII, 9816) = 23×19
  - 연속하는 두 홀수 및 소수(3, 5)의 세제곱합.
- 153 (백오십삼, CLIII, 9916) = 32×17
  - 17번째 삼각수.
- 154 (백오십사, CLIV, 9A16) = 2×7×11
  - 12번째 쐐기수, 7번째 구각수.
- 155 (백오십오, CLV, 9B16) = 5×31
  - 51번째 반소수.
  - 연속하는 세 홀수(5, 7, 9)의 제곱합.
- 156 (백오십육, CLVI, 9C16) = 22×3×13
  - 6번째 십이각수.
  - 연속하는 두 자연수(12, 13)의 곱.
- 157 (백오십칠, CLVII, 9D16): 37번째 소수.
  - 12번째 슈퍼 소수.
  - 피타고라스 삼조의 빗변의 길이. ({\displaystyle 157^{2}=85^{2}+132^{2}})
- 158 (백오십팔, CLVIII, 9E16) = 2×79
  - 52번째 반소수.
- 159 (백오십구, CLIX, 9F16) = 3×53
  - 53번째 반소수.

### 160~169
- 160 (백육십, CLX, A016) = 25×5
  - 31 이하의 모든 소수의 합.
- 161 (백육십일, CLXI, A116) = 7×23
  - 회문수, 54번째 반소수.
- 162 (백육십이, CLXII, A216) = 2×34
  - 9번째 불가촉수.
- 163 (백육십삼, CLXIII, A316): 38번째 소수.
  - 가장 큰 헤그너 수.
- 164 (백육십사, CLXIV, A416) = 22×41
  - 연속하는 두 짝수(8, 10)의 제곱합, 3부터 9까지 연속하는 네 홀수의 제곱합.
- 165 (백육십오, CLXV, A516) = 3×5×11
  - 13번째 쐐기수, 5번째 십팔각수, 9번째 사면체수.
  - {\displaystyle 165=4^{2}+7^{2}+10^{2}}
- 166 (백육십육, CLXVI, A616) = 2×83
  - 55번째 반소수, 11번째 중심있는 삼각수.
- 167 (백육십칠, CLXVII, A716): 39번째 소수.
  - 9번째 안전 소수(↔ 83).
  - {\displaystyle 167\approx {\frac {1}{6}}\times 10^{3}}
- 168 (백육십팔, CLXVIII, A816) = 23×3×7
  - 연속하는 두 팔각수(8, 21)의 곱, 연속하는 두 짝수(12, 14)의 곱.
- 169 (백육십구, CLXIX, A916) = 132
  - 56번째 반소수, 8번째 중심있는 육각수.
  - 피타고라스 삼조의 빗변의 길이. ({\displaystyle 169^{2}=119^{2}+120^{2}})
  - 연속하는 두 오각수(5, 12)의 제곱합.

### 170~179
- 170 (백칠십, CLXX, AA16) = 2×5×17
  - 14번째 쐐기수.
  - 2번째 사촌 소수쌍(7, 11)의 제곱합.
- 171 (백칠십일, CLXXI, AB16) = 32×19
  - 회문수, 18번째 삼각수.
- 172 (백칠십이, CLXXII, AC16) = 22×43
  - 4번째 삼십각수.
- 173 (백칠십삼, CLXXIII, AD16): 40번째 소수.
  - 13번째 소피 제르맹 소수(↔ 347).
  - 피타고라스 삼조의 빗변의 길이. ({\displaystyle 173^{2}=52^{2}+165^{2}})
- 174 (백칠십사, CLXXIV, AE16): 2×3×29
  - 15번째 쐐기수.
  - 5부터 8까지 연속하는 네 자연수의 제곱합.
- 175 (백칠십오, CLXXV, AF16) = 52×7
  - 7번째 십각수.
- 176 (백칠십육, CLXXVI, B016) = 24×11
  - 11번째 오각수, 8번째 팔각수, 10번째 케이크 수.
- 177 (백칠십칠, CLXXVII, B116) = 3×59
  - 57번째 반소수.
- 178 (백칠십팔, CLXXVIII, B216) = 2×89
  - 58번째 반소수, 서로 다른 두 소수(3, 13)의 제곱합으로 나타낼 수 있는 5번째 반소수.
- 179 (백칠십구, CLXXIX, B316): 41번째 소수.
  - 13번째 슈퍼 소수, 14번째 소피 제르맹 소수(↔ 359), 10번째 안전 소수(↔ 89).
  - {\displaystyle 179=3^{2}+7^{2}+11^{2}}, 서로 다른 세 소수(3, 7, 11)의 제곱합으로 나타낼 수 있는 2번째 소수.

### 180~189
- 180 (백팔십, CLXXX, B416) = 22×32×5
  - 11번째 고도 합성수.
  - 삼각형의 모든 내각의 합.
  - 180° 각은 평각이다.
- 181 (백팔십일, CLXXXI, B516): 42번째 소수.
  - 9번째 회문 소수, 10번째 중심있는 사각수, 9번째 중심있는 오각수.
  - 피타고라스 삼조의 빗변의 길이. ({\displaystyle 181^{2}=19^{2}+180^{2}})
- 182 (백팔십이, CLXXXII, B616) = 2×7×13
  - 16번째 쐐기수.
  - 연속하는 두 자연수(13, 14)의 곱.
- 183 (백팔십삼, CLXXXIII, B716) = 3×61
  - 59번째 반소수.
- 184 (백팔십사, CLXXXIV, B816) = 23×23
  - 자릿수 제곱합이 제곱수인 26번째 자연수.
- 185 (백팔십오, CLXXXV, B916) = 5×37
  - 60번째 반소수, 5번째 이십각수.
  - 피타고라스 삼조의 빗변의 길이. ({\displaystyle 185^{2}=57^{2}+176^{2}=104^{2}+153^{2}})
- 186 (백팔십육, CLXXXVI, BA16) = 2×3×31
  - 17번째 쐐기수.
- 187 (백팔십칠, CLXXXVII, BB16) = 11×17
  - 61번째 반소수.
- 188 (백팔십팔, CLXXXVIII, BC16) = 22×47
  - 10번째 불가촉수.
- 189 (백팔십구, CLXXXIX, BD16) = 33×7
  - 9번째 칠각수.
  - 연속하는 두 자연수(4, 5)의 세제곱합.

### 190~199
- 190 (백구십, CXC, BE16) = 2×5×19
  - 18번째 쐐기수, 19번째 삼각수.
  - 4부터 8까지 연속하는 자연수 5개의 제곱합.
- 191 (백구십일, CXCI, BF16): 43번째 소수.
  - 14번째 슈퍼 소수, 15번째 소피 제르맹 소수(↔ 383), 10번째 회문 소수.
- 192 (백구십이, CXCII, C016) = 26×3
- 193 (백구십삼, CXCIII, C116): 44번째 소수.
  - 8번째 프로트 소수({\displaystyle 3\times 2^{6}+1}).
  - 피타고라스 삼조의 빗변의 길이. ({\displaystyle 193^{2}=95^{2}+168^{2}})
- 194 (백구십사, CXCIV, C216) = 2×97
  - 62번째 반소수, 서로 다른 두 소수(5, 13)의 제곱합으로 나타낼 수 있는 6번째 반소수.
  - 연속하는 두 개의 중심있는 사각수(5, 13)의 제곱합.
  - 연속하는 세 자연수(7, 8, 9)의 제곱합.
- 195 (백구십오, CXCV, C316) = 3×5×13
  - 19번째 쐐기수.
  - 연속하는 세 소수(5, 7, 11)의 제곱합.
- 196 (백구십육, CXCVI, C416) = 22×72 = 142
  - 7번째 십일각수, 7번째 오각뿔수, 6번째 칠각뿔수.
- 197 (백구십칠, CXCVII, C516): 45번째 소수
  - 8번째 중심있는 칠각수.
  - 37 이하의 모든 소수의 합.
  - 피타고라스 삼조의 빗변의 길이. ({\displaystyle 197^{2}=28^{2}+195^{2}})
- 198 (백구십팔, CXCVIII, C616) = 2×32×11
- 199 (백구십구, CXCIX, C716): 46번째 소수.
  - 11번째 뤼카 수, 12번째 중심있는 삼각수.
  - 3부터 8까지 연속하는 자연수 6개의 제곱합.

## 같이 보기
- 1000